# Hoplitis nanula
Hoplitis nanula är en biart som först beskrevs av Timberlake och Michener 1950. Hoplitis nanula ingår i släktet gnagbin, och familjen buksamlarbin. Inga underarter finns listade.
Arten förekommer på USA:s och Mexikos västkust, och flyger framför allt till strävbladiga växter.